# 国際シネマ・ライブラリー
国際シネマ・ ライブラリー（こくさいしねま・らいぶらりー）は日本の映画提供・配給会社である。

## 概要
日本各地の映画運動家、関係者を中心とした株主により1983年に法人化。1980年代後期にセゾングループの映画事業との関連が強まる。
ロシア・ソビエト、アジア、ラテンアメリカ諸国の映画を日本に紹介すると共に、多くの国内外の映画祭への協力を行う。セゾン系ミニシアターのキネカ錦糸町にてソビエト映画及び、新ラテンアメリカ映画運動で生まれた作品群の紹介を行う。

## 沿革

### 1980年代
- 1982年
  - 「無人の野」（監督:グェン・ホン・セン/ベトナム）※ -提供-「無人の野」普及委員会　名義
- 1984年
  - 「ヴァーリア!愛の素顔」　（監督:ニキータ・ミハルコフ/ソビエト）-配給-
  - 「五つの夜に」　（監督:ニキータ・ミハルコフ/ソビエト）-配給-
  - 「アモク!」　　（監督:スウヘイル・ベン・バルカ　モロッコ ギニア セネガル）-配給-
  - 「シルクロードの少年 ぼくの旅立ち」

（監督:ウスマン・サパーロフ 、ヤズゲリディ・セイードフ）-配給-
- - 「ロマ 忘れられた友」　（監督:ビジナ・ラチヴェリシヴィ）-配給-
- 1985年
  - 「鶴は翔んでゆく」（監督:ミハイル・カラトーゾフ/ソビエト）-配給-
- 1986年
  - 「アルシノとコンドル」

（監督：ミゲル・リッティン/ニカラグア、メキシコ、キューバ、コスタリカ）-配給-
- - 「人生案内」（監督:ニコライ・エック）-配給-
  - 「26人のコミッサール」（監督:ニコライ・シェンゲラーヤ）-共同配給（ソ連映画人同盟)-
  - 「エリソー」（監督:ニコライ・シェンゲラーヤ）　-共同配給（ソ連映画人同盟）-
- 1987年
  - 「フルカウント」（監督：ローランド・ディアス/キューバ）　-提供-
  - 「ルシア」（監督：ウンベルト・ソラス/キューバ）　-提供-
- 1988年
  - 「天国の晩餐」（監督：ウンベルト・ソラス/キューバ）　-提供-
  - 「イワン雷帝」（監督：セルゲイ・エイゼンシュテイン）　-提供-
- 1989年
  - 《キューバ映画祭`89》-協力-　※会場：シードホール、キネカ大森

### 1990年代
- 1990年
  - 《ソビエト映画祭'90》　-協力-　※会場：銀座テアトル西友、キネカ錦糸町
  - 「泉」（監督：ユーリー・マミン/ソビエト）　-提供-
  - 「コミッサール」（監督：アレクサンドル・アスコリドフ/ソビエト）　-提供-
  - 「転校生レナ」（監督：ローラン・ブイコフ/ソビエト）　-提供-
  - 「ブハラ大公の秘密の旅」（監督：ファリド・ ダヴレトシン）　-提供-
  - 「詩人フラーギ」（監督：ホジャクリ・ナルリーエフ）　-提供-
  - 「ハレバとゴーギ」（監督：ゲオルギー・シェンゲラーヤ）　-提供-
  - 《新ラテンアメリカ映画祭'90》　-協力-

この映画祭を記念して来日した、ガブリエル・ガルシア＝マルケスの原作・原案による“愛の不条理”シリーズを中心とした7作品を上映と、《新ラテンアメリカ映画の回顧》のプログラムでは「コインを!」など7作品、計14作品の紹介及びシンポジウムを開催。期間：10月13日?10月19日/会場：銀座テアトル西友、キネカ錦糸町。
- 1991年
  - 《ソビエト女性映画人週間'91》　-協力-　※会場：キネカ錦糸町
  - 「ローマの奇蹟」（監督：リサンドロ・ドウケ・ナランホ）　-提供-
  - 「公園からの手紙」（監督：トマス・グティエレス・アレア）　-提供-
  - 「パラジャーノフ祭」にて「アシクケリブ」「ざくろの色」「スラム砦の伝説」　-提供-
  - 「少年たち『カラマーゾフの兄弟』より」（監督：レニータ・グリゴリエワ、ユーリー・グリゴリエフ/ソビエト）-提供-
- 1992年
  - 「静かなるドン」（監督：オリガ・プレオプラジェンスカヤ、イワン・プラーウォフ/ソビエト）　-提供-
  - 「人間の運命」（監督：セルゲイ・ボンダルチュク）　-提供-
  - 「白い豹の影」（監督：トロムーシュ・オケーエフ)　-提供-
  - 《 ボリス・バルネット祭》「諜報員」「青い青い海」「国境の町」 -提供-
- 1993年
  - 「戦争と平和」（監督：セルゲイ・ボンダルチュク） -共同配給-
  - 《映画百年記念 エイゼンシュテイン国際シンポジウム》　-協力-　※会場：キネカ錦糸町
- 1994年
  - 《さっぽろ北方圏映画祭`94》　-運営協力-
- 1995年
  - 《映画の貴公子 ボリス・バルネット》「騎手物語」「帽子箱を持った少女」「レスラーと道化師」　-提供-
  - 「私は20歳」（監督：マルレン・フツィエフ）　-提供-
- 1996年
  - 《ロシア・ソビエト映画祭》　-運営協力-
- 1997年
  - 《さっぽろ映画フェスタ'97》　-運営協力-

### 2000年代以降
- 2000年
  - 《ロシア･アニメ映画祭2000》　-後援-　※会場：東京都写真美術館ホール 等
- 2002年
  - 《ボリス・バルネット生誕100年祭》　-主催-

アテネ・フランセ文化センター、エイゼンシュテイン・シネクラブ(日本)と共に主催。日本初上映の3作品「トルブナヤの家」「雪どけ」「賞金首」を含む11作品を上映。
- 2004年
  - 《日本・キューバ外交関係樹立75周年記念　キューバ映画への旅　Voyage to Cuban Cinema》 -協力-
- 2006年
  - 《キューバ映画祭2006》　-協力-
- 2007年
  - 《文京区区制60周年記念事業　ロシア文学と映画》　-協力-
- 2011年
  - 《映画の貴公子　ボリス・バルネット傑作選》　-協力-　※会場：ユーロスペース 等

## 備考
- 法人としての同組織は1998年に解散しているが、法人化以前及び、法人解散以後も同名称にて活動。